# Muurame
Muurame – gmina w Finlandii, położona w centralnej części kraju, należąca do regionu Finlandia Środkowa.